# Estación de Jussieu
La estación de Jussieu es una estación del metro de París que se encuentra en el distrito V de la ciudad. Pertenece a las líneas 7 y 10.

## Historia
La estación fue inaugurada el 26 de abril de 1931. En esa misma fecha se pusieron en marcha la estación de la línea 7 que se había prolongado hacia el sur tras unas complejas obras bajo el río Sena y la estación de la línea 10 tras una reorganización de la línea que convertía a la nueva estación de Jussieu en terminal este de la misma.
Inicialmente la estación se llamó Jussieu — Halle-aux-vins, en referencia al mercado cubierto del vino, hasta que su cierre dejó el nombre de la estación en simplemente Jussieu. Este nombre se debe a una conocida familia de botánicos franceses.

## Descripción

### Estación de la línea 7
Se compone de dos andenes laterales de 75 metros de longitud y de dos vías.
Está diseñada en bóveda elíptica revestida completamente de los clásicos azulejos blancos del metro parisino aunque planos, sin biselar.
La iluminación es de estilo Motte y se realiza con lámparas resguardadas en estructuras rectangulares de color naranja que sobrevuelan la totalidad de los andenes no muy lejos de las vías.
La señalización por su parte usa la moderna tipografía Parisine donde el nombre de la estación aparece en letras blancas sobre un panel metálico de color azul. Por último, los escasos asientos de la estación son de color naranja, individualizados y de tipo Motte.

### Estación de la línea 10
Se compone de dos andenes laterales ligeramente curvados de 75 metros de longitud y de dos vías.
En su diseño es prácticamente idéntica a la de la línea 7 variando únicamente el color empleado ya que en este caso se ha optado por el azul. 